# Lillgodberget
Lillgodberget är ett naturreservat i Umeå kommun i Västerbottens län.
Området är naturskyddat sedan 2010 och är 48 hektar stort. Reservatet består av hällmarkstallskog, på toppen av Lillgodberget, i övrigt mest av grandominerade barrblandskogar. Kring bäckar finns sumpskog och granskog. Området avvattnas av Slössbäcken i Åhedåns avrinningsområde.